# Beniel (stacja kolejowa)
Beniel (hiszp. Estación de Beniel) – stacja kolejowa w miejscowości Beniel, we wspólnocie autonomicznej Murcja, w Hiszpanii. Jest częścią linii C-1 Cercanías Murcia/Alicante. Obsługuje połączenia średniego zasięgu Renfe.

## Położenie
Stacja znajduje się w km 58,6 linii Alicante – El Reguerón, na wysokości 27 m n.p.m..

## Historia
Stacja została otwarta 11 maja 1884 wraz z odcinkiem linii Alicante-Alquerías, przez Compañía de los Ferrocarriles Andaluces. Następnie linia została wchłonięta przez Compañía de los Ferrocarriles de Madrid a Zaragoza y Alicante. W 1941 stała się częścią nowo utworzonego RENFE.

## Linie kolejowe
- Alicante – El Reguerón